# 竹禾粉介殼蟲
竹禾粉介殼蟲（学名：Antonina crawi）为粉介殼蟲科禾粉介殼蟲屬下的一个种。